# Chlosyne gaudialis
Chlosyne gaudialis är en fjärilsart som beskrevs av Bates 1864. Chlosyne gaudialis ingår i släktet Chlosyne och familjen praktfjärilar. Inga underarter finns listade i Catalogue of Life.